# Рибін Петро Антонович
Рибін Петро Антонович (рос. Рыбин Пётр Антонович; 1885-1921) — профспілковий діяч, анархіст, учасник більшовицького та махновського рухів в Україні початку XX століття, секретар Ради Революційних Повстанців України (махновців). Характерно також, що сам Рибін на допиті в ЧК назвав себе патріотом Донбасу, мотивуючи цим свою активну участь в опорі денікінській окупації. Цілком очевидно, що подібного роду патріотизм мав не культурно-національні чи територіальні, а політико-ідеологічні підстави.

## Біографія
Народився 1885 року у російському місті Єлець Орловської губернії у сім'ї робітників. Закінчив спочатку парафіяльне, а потім ремісниче училища. Брав участь у революції 1905—1907 років. У 1907 році емігрував до США. До 1912 року жив у Сіетлі. Там навчався, брав участь в громадському житті російської еміграції. Брав активну участь у роботі анархістської організації «Союз російських робітників у США і Канаді», був лідером організації у Пітсбурзі, працював у редакції анархо-синдикалістської газети «Східна Зоря». З 1914 року жив у США під прізвищем Зонов.
У березні 1917 році він залишив Америку і через Японію повернувся до Росії. Згодом зупинився в Катеринославі (нині місто Дніпро). Влаштувався працювати на Брянський завод (нині Дніпровський металургійний завод). Рибін представляв робітників Брянського заводу в Катеринославській міській раді робітничих депутатів, у серпні 1917 року делегатські збори спілки металістів обрали його до складу міського правління спілки. У грудні 1917 року брав участь у Всеукраїнській конференції металістів у Харкові. Після цього Рибін, за пропозицією більшовиків, залишився працювати у Харкові — був членом Обласного бюро спілки металістів та працював заступником голови Ради народного господарства Радянської України. Рибін на новій посаді не відмовився від анархо-синдикалістської ідеології, співпрацював із анархістськими групами. 1 лютого 1918 року на конференції анархістів Донбасу в Катеринославі Рибін увійшов до складу Бюро анархістів Донецького басейну. Наступ німецьких та австрійських військ весною 1918 змусив більшовиків та їхніх союзників евакуюватися з України. Петро Рибін опинився в Таганрозі. У липні повернувся у Харків, де продовжив брати участь у профспілковій діяльності. До 1920 року перебував на різноманітних посадах.
22 вересня відправився до Нестора Махна (згідно з одними джерелами, це було його самостійне рішення, згідно з іншими — його направили більшовики з таємною місію організувати перемовини з Махном). 11 жовтня Рибін прибув до міста Ізюм Харківської губернії, де з 8 до 13 жовтня перебувало махновське військо, і відразу «приєднався до загону Махна». У цей час була підписана угода між махновцями та більшовиками про співпрацю. 11 листопада 1920 року на засіданні Ради Революційних Повстанців України (махновців) Рибіна обрали секретарем замість Дмитра Попова, котрого у складі махновського представництва відрядили до більшовицького Харкова.
Петро Рибін поєднував роботу в РРПУ(м) з викладанням на створених ним у Гуляйполі курсах пропаганди. Після порушення угоди про співпрацю більшовиками, Рибін залишився у складі махновської армії до кінця січня 1921 року. 24 січня 1921 року за згодою РРПУ повернувся до Харкова для підпільної роботи. Він одразу був заарештований більшовиками. Слідство та дізнання тривали близько місяця. Раптово 24 лютого 1921 року «трійкою» Особливого Відділу Харківського військового округу у складі Данішевського, Грундмана і Добродіцького було винесено смертний вирок «за звинуваченням у махновщині, за активне проведення в життя махновської політики і нанесення тим самим шкоди Радянській владі». Вирок виконаний цього ж дня.